# Równowaga społeczna
Równowaga społeczna - istnieją dwa rodzaje równowagi społecznej.
Pierwszy z nich to równowaga społeczna zewnętrzna. Jest to zjawisko, które można określić jako poziom społecznej akceptacji dla organizacji i jej działań. Nie może być przedstawiona w postaci wymiernej. Wskaźnikami tej akceptacji mogą być np.:
- opinie w mediach (zarówno pozytywne jak i negatywne)
- spory sądowe
- wypowiedzi analityków, doradców itp.
- wypowiedzi i działania polityków różnych szczebli
- skargi i zażalenia
- wyniki badań opinii
- relacje ze związkami zawodowymi, stowarzyszeniami itp.

Są organizacje lubiane lub nielubiane. Organizacje w społeczeństwach demokratycznych, by istnieć muszą mieć minimum społecznej akceptacji. Jeśli tego minimum zabraknie, uruchamiane są działania zmierzające do ograniczenia działalności organizacji lub jej likwidacji. Zapowiedzi tego typu działań są stosunkowo łatwe do odczytania przez przytoczone wyżej wskaźniki.
Drugi rodzaj równowagi społecznej to równowaga społeczna wewnętrzna. Opiera się ona na wzajemnej akceptacji, zrozumieniu czy nawet zaangażowaniu emocjonalnym między organizacją a jej uczestnikami. Uczestnicy muszą być przekonani o słuszności misji i celów organizacji i o jej trwałości, oraz o tym, że organizacja traktuje ich uczciwie i że osobiście opłaca im się działać w jej ramach zgodnie z oczekiwaniami kierownictwa oraz wykazywać lojalność. Z takich przekonań rodzi się prawidłowe odgrywanie ról uczestników organizacji oraz zaangażowanie w jej sprawy, które przejawia się np. w inicjatywie, innowacyjności lub podejmowaniu nadprogramowych zadań.